# Karlskronavarvet
Karlskronavarvet (en français : chantier naval de Karlskrona) est un ensemble d’installations de construction navale et de réparation navales situé à Karlskrona, en Suède.
En 1680, les chantiers navals de Karlskrona ont été fondés en tant que partie intégrante de la base navale de Karlskrona. En 1989, ils font partie de la société Kockums. En 2014, Kockums a été acquise par Saab, qui est ainsi devenue propriétaire des chantiers navals de Karlskrona,. Les navires de guerre sont construits aux chantiers navals de Karlskrona, y compris les sous-marins et les navires dotés de la technologie furtive.